# Али-Баба
Али́-Баба́ (араб. علي بابا‎) — главный герой арабской сказки «Али-Баба и сорок разбойников», 270-й сказки сборника «Тысяча и одна ночь».
В Европе сказка появилась в XVIII веке на французском языке. Арабский текст был обнаружен в Бодлианской библиотеке в начале XX века, однако позже выяснилось, что он является не оригиналом, а переводом с французского на арабский.
У Али-Бабы есть более успешный брат Касим и жена Зейнаб. Работая лесорубом, Али-Баба неожиданно узнаёт тайну волшебной пещеры, где разбойники прячут свои сокровища, и сказочно обогащается. После смерти брата его жена, Фатима, переезжает к нему в дом.